# Élections municipales de 2020 à Strasbourg
Pour un article plus général, voir Élections municipales françaises de 2020.
L'élection municipale de 2020 est un scrutin qui a lieu à Strasbourg et vise à renouveler le conseil municipal de la commune mais également le conseil de l'Eurométropole de Strasbourg. Comme dans toutes les communes de 1 000 habitants et plus, les élections à Strasbourg sont municipales et intercommunales. Chaque bulletin de vote comporte deux listes : une liste de candidats aux seules élections municipales et une liste de ceux également candidats au conseil métropolitain. Le premier tour a lieu le 15 mars 2020. Le second tour, initialement prévu le 22 mars suivant, est reporté sine die en raison de la pandémie du Covid-19, puis fixé au 28 juin 2020.

## Contexte

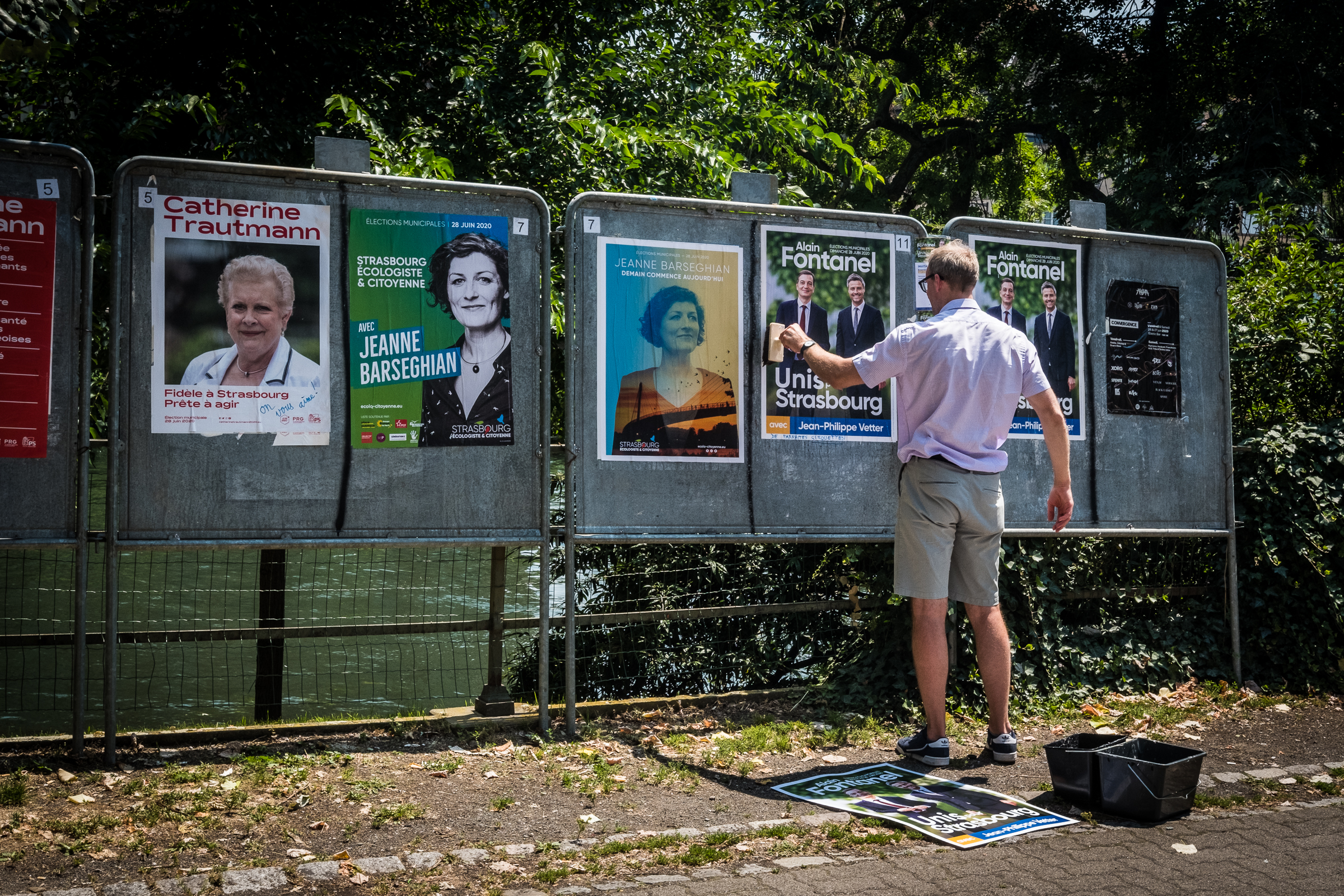
Panneaux électoraux pour le des élections municipales à Strasbourg (juin 2020).

Ce scrutin se déroule dans un paysage politique national en pleine transformation. Les deux partis de gouvernement historiques, les Parti socialiste et Les Républicains ont été très affaiblis par la rapide montée en puissance d'Emmanuel Macron élu président de la République en 2017 et la victoire de son parti, La République en marche aux élections législatives suivantes. Alors que le principal concurrent politique de la majorité présidentielle semblait être durablement le Rassemblement national, présent au second tour de l'élection présidentielle au-travers de la candidature de Marine Le Pen, et arrivé en tête lors des élections européennes de mai 2019, le parti Europe Écologie Les Verts obtient, lors de ces dernières de très bons résultats en particulier dans les grandes métropoles régionales.
Strasbourg est l'une des grandes villes de France dans laquelle le maire sortant, l'ancien socialiste Roland Ries, ne se représente pas. Celui-ci, maire depuis 2008, avait promis de ne pas solliciter de troisième mandat.

## Candidatures déclarées
| Liste | Liste                                                    | Partis                      | Tête de liste                               | Nuance | Ordre |
| ----- | -------------------------------------------------------- | --------------------------- | ------------------------------------------- | ------ | ----- |
|       | Lutte ouvrière - Faire entendre le camp des travailleurs | LO                          | Louise Fève                                 | EXG    | 1     |
|       | Égalité active                                           | SE                          | Patrick Arbogast                            | DIV    | 2     |
|       | Strasbourg anticapitaliste et révolutionnaire            | NPA                         | Clément Soubise                             | EXG    | 3     |
|       | Rassemblement pour Strasbourg                            | RN                          | Hombeline du Parc (conseillère régionale)   | RN     | 4     |
|       | Faire ensemble                                           | PS - PRG - AE               | Catherine Trautmann (adjointe au maire)     | SOC    | 5     |
|       | Strasbourg 100 % services publics                        | POID                        | Mathieu Le Tallec                           | EXG    | 6     |
|       | Strasbourg écologiste et citoyenne                       | EÉLV - PCF- Place publique  | Jeanne Barseghian (conseillère municipale)  | VEC    | 7     |
|       | Strasbourg en commun                                     | LFI - G.s - REV - PEPS      | Kevin Loquais                               | DVG    | 8     |
|       | Un nouveau souffle pour Strasbourg                       | LR - LC - UDI - SL          | Jean-Philippe Vetter (conseiller municipal) | UD     | 9     |
|       | Citoyens engagés                                         | SE - UL                     | Chantal Cutajar (adjointe au maire)         | DIV    | 10    |
|       | 100 % Strasbourg                                         | LREM - Agir - MoDem MR - LC | Alain Fontanel (premier adjoint au maire)   | UC     | 11    |

## Résultats
|                                                                |                          |                                      |              |              |             |             |        |        |  |
| Tête de liste                                                  | Tête de liste            | Liste                                | Premier tour | Premier tour | Second tour | Second tour | Sièges | Sièges |  |
| Tête de liste                                                  | Tête de liste            | Liste                                | Voix         | %            | Voix        | %           | CM     | EMS    |  |
|                                                                | Jeanne Barseghian        | EÉLV - PCF - PP - G.s - GÉ - LC - UE | 13 532       | 27,87        | 21 592      | 41,70       | 47     | 35     |  |
| Strasbourg écologiste & citoyenne                              |                          |                                      | 13 532       | 27,87        | 21 592      | 41,70       | 47     | 35     |  |
|                                                                | Alain Fontanel           | LREM - Agir - MR - MoDem - LC        | 9 642        | 19,86        | 18 099      | 34,95       | 11     | 8      |  |
| 100 % Strasbourg                                               |                          |                                      | 9 642        | 19,86        | 18 099      | 34,95       | 11     | 8      |  |
|                                                                | Jean-Philippe Vetter     | LR - SL - LC - UDI                   | 8 868        | 18,26        | 18 099      | 34,95       | 11     | 8      |  |
| Un nouveau souffle pour Strasbourg (LR - Les Centristes - UDI) |                          |                                      | 8 868        | 18,26        | 18 099      | 34,95       | 11     | 8      |  |
|                                                                | Catherine Trautmann      | PS - PRG - AE                        | 9 601        | 19,77        | 12 080      | 23,33       | 7      | 6      |  |
| Faire ensemble Strasbourg                                      |                          |                                      | 9 601        | 19,77        | 12 080      | 23,33       | 7      | 6      |  |
|                                                                | Hombeline du Parc        | RN                                   | 3 044        | 6,27         |             |             |        |        |  |
| Rassemblement pour Strasbourg                                  |                          |                                      | 3 044        | 6,27         |             |             |        |        |  |
|                                                                | Kevin Loquais            | LFI - REV - PEPS                     | 1 452        | 2,99         |             |             |        |        |  |
| Strasbourg en commun                                           |                          |                                      | 1 452        | 2,99         |             |             |        |        |  |
|                                                                | Chantal Cutajar          | SE - UL                              | 1 058        | 2,17         |             |             |        |        |  |
| Citoyens engagés                                               |                          |                                      | 1 058        | 2,17         |             |             |        |        |  |
| Patrick Arbogast                                               | SE                       | 583                                  | 1,20         |              |             |             |        |        |  |
| Égalité active                                                 |                          | 583                                  | 1,20         |              |             |             |        |        |  |
|                                                                | Clément Soubise          | NPA                                  | 399          | 0,82         |             |             |        |        |  |
| Strasbourg anticapitaliste et révolutionnaire                  |                          |                                      | 399          | 0,82         |             |             |        |        |  |
| Louise Fève                                                    | LO                       | 212                                  | 0,43         |              |             |             |        |        |  |
| Lutte ouvrière – Faire entendre le camp des travailleurs       |                          | 212                                  | 0,43         |              |             |             |        |        |  |
| Mathieu Le Tallec                                              | POID                     | 149                                  | 0,30         |              |             |             |        |        |  |
| Strasbourg 100 % services publics                              |                          | 149                                  | 0,30         |              |             |             |        |        |  |
|                                                                |                          |                                      |              |              |             |             |        |        |  |
| Votes valides                                                  | Votes valides            | Votes valides                        | 48 540       | 98,34        | 51 771      | 98,32       |        |        |  |
| Votes blancs                                                   | Votes blancs             | Votes blancs                         | 284          | 0,58         | 502         | 0,95        |        |        |  |
| Votes nuls                                                     | Votes nuls               | Votes nuls                           | 537          | 1,09         | 380         | 0,72        |        |        |  |
| Total                                                          | Total                    | Total                                | 49 361       | 100          | 52 653      | 100         | 65     | 49     |  |
| Abstention                                                     | Abstention               | Abstention                           | 94 239       | 65,63        | 90 985      | 63,34       |        |        |  |
| Inscrits / participation                                       | Inscrits / participation | Inscrits / participation             | 143 600      | 34,37        | 143 638     | 36,66       |        |        |  |

### Assemblée municipale élue
|                             |       |       |      |                                                                 |                                         |
| Maire de Strasbourg         |       |       |      |                                                                 |                                         |
| Jeanne Barseghian (EÉLV)    |       |       |      |                                                                 |                                         |
| Parti                       | Sigle | Sigle | Élus | Groupe                                                          | Président                               |
| Majorité (47 sièges)        |       |       |      |                                                                 |                                         |
| Divers écologistes          |       | ÉCO   | 21   | Strasbourg écologiste et citoyenne                              | Caroline Zorn (ÉCO) Marc Hoffsess (ÉCO) |
| Europe Écologie Les Verts   |       | EÉLV  | 13   | Strasbourg écologiste et citoyenne                              | Caroline Zorn (ÉCO) Marc Hoffsess (ÉCO) |
| Parti communiste français   |       | PCF   | 5    | Strasbourg écologiste et citoyenne                              | Caroline Zorn (ÉCO) Marc Hoffsess (ÉCO) |
| Labo citoyen                |       | LC    | 3    | Strasbourg écologiste et citoyenne                              | Caroline Zorn (ÉCO) Marc Hoffsess (ÉCO) |
| Génération.s                |       | G·s   | 1    | Strasbourg écologiste et citoyenne                              | Caroline Zorn (ÉCO) Marc Hoffsess (ÉCO) |
| Place publique              |       | PP    | 1    | Strasbourg écologiste et citoyenne                              | Caroline Zorn (ÉCO) Marc Hoffsess (ÉCO) |
| Parti animaliste            |       | PA    | 1    | Strasbourg écologiste et citoyenne                              | Caroline Zorn (ÉCO) Marc Hoffsess (ÉCO) |
| Mouvement des progressistes |       | MdP   | 1    | Strasbourg écologiste et citoyenne                              | Caroline Zorn (ÉCO) Marc Hoffsess (ÉCO) |
| Alternative alsacienne      |       | AA    | 1    | Strasbourg écologiste et citoyenne                              | Caroline Zorn (ÉCO) Marc Hoffsess (ÉCO) |
| Opposition (18 sièges)      |       |       |      |                                                                 |                                         |
| La République en marche     |       | LREM  | 3    | Strasbourg ensemble                                             | Alain Fontanel (LREM)                   |
| Agir                        |       | Agir  | 1    | Strasbourg ensemble                                             | Alain Fontanel (LREM)                   |
| Mouvement démocrate         |       | MoDem | 1    | Strasbourg ensemble                                             | Alain Fontanel (LREM)                   |
| Divers centre               |       | DVC   | 1    | Strasbourg ensemble                                             | Alain Fontanel (LREM)                   |
| Parti socialiste            |       | PS    | 5    | Faire ensemble Strasbourg - Élu.e.s socialistes et républicains | Catherine Trautmann (PS)                |
| Les Républicains            |       | LR    | 4    | Un nouveau souffle pour Strasbourg - LR et société civile       | Jean-Philippe Vetter (LR)               |
| Divers droite               |       | DVD   | 1    | Un nouveau souffle pour Strasbourg - LR et société civile       | Jean-Philippe Vetter (LR)               |
| Divers gauche               |       | DVG   | 2    | Non-inscrits                                                    | Non-inscrits                            |

## Liste des adjoints à la maire
Pour le mandat 2020-2026, la maire de Strasbourg a initialement 19 adjoints :
| Ordre               | Identité           | Identité | Étiquette | Charge(s) |
| ------------------- | ------------------ | -------- | --- | --- |
| 1er                 | Syamak Agha Babaei |          | LC | Suivi des questions budgétaires et financières, marchés publics, définition des principes et orientations de la politique des achats.                                                                        |
|                     | Suzanne Brolly     |          | ÉCO | Ville résiliente, suivi du PLU, création et entretien des espaces verts et naturels urbains, police du bâtiment, patrimoine bâti et non bâti de la ville, logement, développement de l’habitat participatif. |
| Marc Hoffsess       |                    | ÉCO      | Transformation écologique du territoire : agriculture, énergie, suivi du plan climat, filières d’avenir, accompagnement dans la transition écologique des entreprises et économie sociale et solidaire. | |
| Floriane Varieras   |                    | ÉCO      | Ville inclusive : solidarités, soutien aux personnes vulnérables, lutte contre les discriminations. | |
| Joël Steffen        |                    | EÉLV     | Commerce, artisanat et tourisme. | |
| Carole Zielinski    |                    | ÉCO      | Démocratie locale, initiatives et participation citoyennes. | |
| Alexandre Feltz     |                    | PP       | Santé publique et environnementale. | |
| Hülliya Turan       |                    | PCF      | Éducation et enfance. | |
| Pierre Ozenne       |                    | EÉLV     | Espaces publics partagés, foire et marchés, voiries. | |
| Nadia Zourgui       |                    | ÉCO      | Tranquillité publique, police municipale, prévention, médiation, gestion des crises, aide aux victimes.                                                                                                 | |
| Guillaume Libsig    |                    | LC       | Vie associative, animation urbaine, politique événementielle, Strasbourg Capitale de Noël, politique jeunesse et éducation populaire.                                                                   | |
| Anne Mistler        |                    | ÉCO      | Arts et cultures. | |
| Benjamin Soulet     |                    | LC       | Équité territoriale et politique de la ville. | |
| Véronique Bertholle |                    | ÉCO      | Affaires internationales et européennes. | |
| Hervé Polesi        |                    | ÉCO      | Coordination des élus.e de quartiers. | |
| Christelle Wieder   |                    | ÉCO      | Droits des femmes et égalité des genres. | |
| Owusu Tufuor        |                    | ÉCO      | Sport, équipements sportifs et de loisir. | |
| Soraya Ouldji       |                    | ÉCO      | Petite enfance et restauration scolaire. | |
| Abdelkarim Ramdane  |                    | EÉLV     | État Civil, accueil des populations et services funéraires. | |